# Castriciano
Castriciano, o Castriziano (I secolo – Milano, 138), fu vescovo di Milano dal 97 al 138.
Sul conto di san Castriciano, come per la maggior parte dei suoi predecessori o successori, le notizie sono scarse e controverse.

## Biografia
Si ritiene perlopiù che egli non fosse di estrazione popolare, ma che avesse avuto l'occasione di compiere alcuni studi o perlomeno di frequentare i sermoni dei suoi predecessori.
Secondo alcune fonti, infatti, sarebbe stato scelto in pectore ancora in vita dal vescovo di Milano precedente, San Caio, quale suo successore.
Resta ad ogni modo avvolto nel mistero il periodo di oltre dieci anni che separa la sua elezione dalla morte di san Caio, nel quale non ci sono pervenute notizie a riguardo della cattedra episcopale milanese, probabilmente a causa della feroce persecuzione ordinata sul suolo lombardo dall'imperatore Domiziano.
Durante la propria reggenza Castriciano ampliò la consacrata casa di Filippo, e convertì in due chiese le abitazioni di Porzio e Fausta, figli di Filippo; la prima chiesa fu detta Porziana (oggi chiesa di San Vittore).
Sotto la mitezza dell'imperatore Nerva poté guadagnare alla fede cristiana un buon numero di idolatri.
Morì nel 138 e fu sepolto nel cimitero di Porta romana nello spazio tra l'attuale basilica di San Nazaro in Brolo e la basilica di San Calimero; di là più tardi venne trasferito nella chiesa di San Giovanni in Conca.
La Chiesa cattolica lo festeggia il 1º dicembre.